# San Pedro Samuel
San Pedro Samuel es una localidad del municipio burgalés de Pedrosa de Río Úrbel, en la Comunidad Autónoma de Castilla y León (España). 
La iglesia está dedicada a san Pedro Apóstol.

## Localidades limítrofes
Confina con las siguientes localidades:
- Al norte con Avellanosa del Páramo.
- Al este con Zumel.
- Al sureste con Lodoso y Pedrosa de Río Úrbel.
- Al suroeste con Palacios de Benaver.
- Al oeste con Villorejo.
- Al noroeste con Manciles y Susinos del Páramo.

## Demografía
| Gráfica de evolución demográfica de San Pedro Samuel entre 1842 y 1970 |
| |
| Población de derecho según los censos de población del INE. Población de hecho según los censos de población del INE.Entre el censo de 1981 y el anterior, este municipio desaparece porque se integra en el municipio Pedrosa de Río Úrbel. |

Evolución de la población
| Gráfica de evolución demográfica de San Pedro Samuel entre 2000 y 2017 |
|                                                                        |
| Población de derecho (2000-2017) según el padrón municipal del INE     |

## Historia
Así se describe a San Pedro Samuel en el tomo XII del Diccionario geográfico-estadístico-histórico de España y sus posesiones de Ultramar, obra impulsada por Pascual Madoz a mediados del siglo XIX:

Lugar con ayuntamiento en la provincia, partido judicial, diócesis, audiencia territorial y capitanía general de Burgos (4 leguas). Situado en un estrecho valle, formado por 2 cuestas donde reina comúnmente el viento N; siendo su clima frío y húmedo y las enfermedades dominantes las tercianas, dolores de costado, catarros y tabardillos. Tiene 58 casas, con la consistorial que sirve también de cárcel, escuela de primera educación, concurrida por 24 alumnos de ambos sexos y dotada con 30 fanegas de grano; algunas fuentes dentro de la población, de cuyas aguas se surten los vecinos; una iglesia parroquial (San Pedro) servida por un cura párroco, un medio racionero y un sacristán; un cementerio bien situado y a distancia de ½ legua del pueblo una ermita bajo la advocación de San Pelayo. Confina el término N Abellanosa del Páramo; E Lodoso; S Palacios de Venavér, y O Villorejo; comprende el despoblado de Espinosilla. Su terreno es de 1.ª, 2.ª y 3.ª calidad, gran parte de él de regadío y todo bastante feraz, proporcionando el beneficio del riego las aguas de un arroyo. Los caminos se hallan en mediano estado y dirigen a los pueblos inmediatos. Correo: se reciben de Burgos por los mismos particulares. Producciones: trigo alaga y mocho, cebada, avena, yeros, legumbres, lino, nabos, ajos, miel, hortalizas y alguna fruta; ganado lanar, vacuno, asnal y de cerda; caza de liebres, conejos; perdices, codornices y chorlas, y pesca de cangrejos, bogas, cachos, barbos y pocas truchas. Industria: la agrícola. Población: 33 vecinos, 124 almas. Capital productivo: 702.900 reales. Imponible: 65.280. Contribución: 3.523 reales 30 maravedíes.
Diccionario geográfico-estadístico-histórico de España y sus posesiones de Ultramar